# Stará krčma (Jeleśnia)
Zájezdní hostinec Stará krčma (polsky: Stara karczma) je historická dřevěná stavba z druhé poloviny 13. století v Jeleśni, gmina Jeleśnia, okres Żywiec, Slezské vojvodství.
Zájezdní hostinec je zapsán v seznamu památek Polska pod číslem A 427/86 z 20. 8. 1986 a je součástí Stezky dřevěné architektury ve Slezském vojvodství.

## Historie
Stará Krčma je jedním z nejcennějších dochovaných objektů v Jeleśni i v Evropě. Umístění Staré krčmy odpovídá jejímu účelu. Nachází se v blízkosti kostela, tržiště a hlavní komunikační trasy, která spojovala Żywiec s Oravou, nazývanou také měděná stezka (i část jantarové stezky).
Vesnice Jeleśnia byla založena valašskými pastevci. Stavba byla nejprve lesovnou postavenou společně s hájovnou, která zde stojí dodnes a slouží jako mateřská školka. Kostel byl zde postaven v roce 1584. Zájezdní hostince existovaly v skoro ve všech beskydských vesnicích – sloužily nejen jako místa pro setkání, konzumaci jídla a pití, ale také plnily úlohu přepřahacích stanic, prodejny krmiva pro zvířata a poskytovaly nocleh. V 18. století na 100 vesnic na území Beskyd připadalo kolem 70–80 zájezdních hostinců, především u důležitých komunikačních tahů. Dodnes se zachovaly pouze dva objekty tohoto typu: v Suché Beskidzké (Krčma Řím) a v Jeleśni.
V 19. století byla Stará krčma opravována  a do části hlavního sálu byly použity, na doporučení krakovského kustoda, trámů z krakovské Sukiennice, na kterých je i datum 1774. Na konci druhé světové války objekt hostince poškodil dělostřelecký granát. Oprava proběhla po ukončení války a v padesátých letech 20. století. Byly např. zesíleny stěny, odstraněny přístavby, vyměněn střešní plášť.
V roce 1838 byl hostinec ve vlastnictví habsburského arciknížete Karla Ludvíka, který koupil źywiecké panství. Na konci 19. století hostinec koupila rodina Wików z Jeleśnie a v roce 1954 byl prodán společnosti Gminna Spółdzielnia Samopomoc Chłopska v Jeleśni. Zájezdní hostinec slouží jako restaurace a kavárna.

## Architektura
Hostinec je dřevěná jednopatrová roubená stavba na půdorysu L (velké L), má dvě křídla. Podlahy jsou dřevěné mimo dlážděnou síň, vozovka je vyložena kamennými deskami. Střecha je mansardová, krytá šindelem. V 19. století proběhla generální oprava a přestavba, bylo přistaveno zadní křídlo a typická veranda. V severním křídle jsou schody, které vedou do podkroví a na půdu. Ve východní části se nachází hlavní vstup přes verandu podepřenou dvěma sloupy, zadní vjezd je situován v západní stěně. Fasádou jsou prolomena čtvercová okna v rámech, dvojkřídlá okna dělená šesti skleněnými tabulkami.

## Interiér
Stropy jsou trámové, obvodové zdi nebílené. Zajímavostí je pec, která sloužila nejen k vaření a pečení chleba, ale i jako místo pro spaní. Spalo se i na lavicích, na které se pokládaly ovčí kůže. V rohu sálu se nachází vyvýšené místo pro muzikanty (polsky: Stolnica).

## Galerie

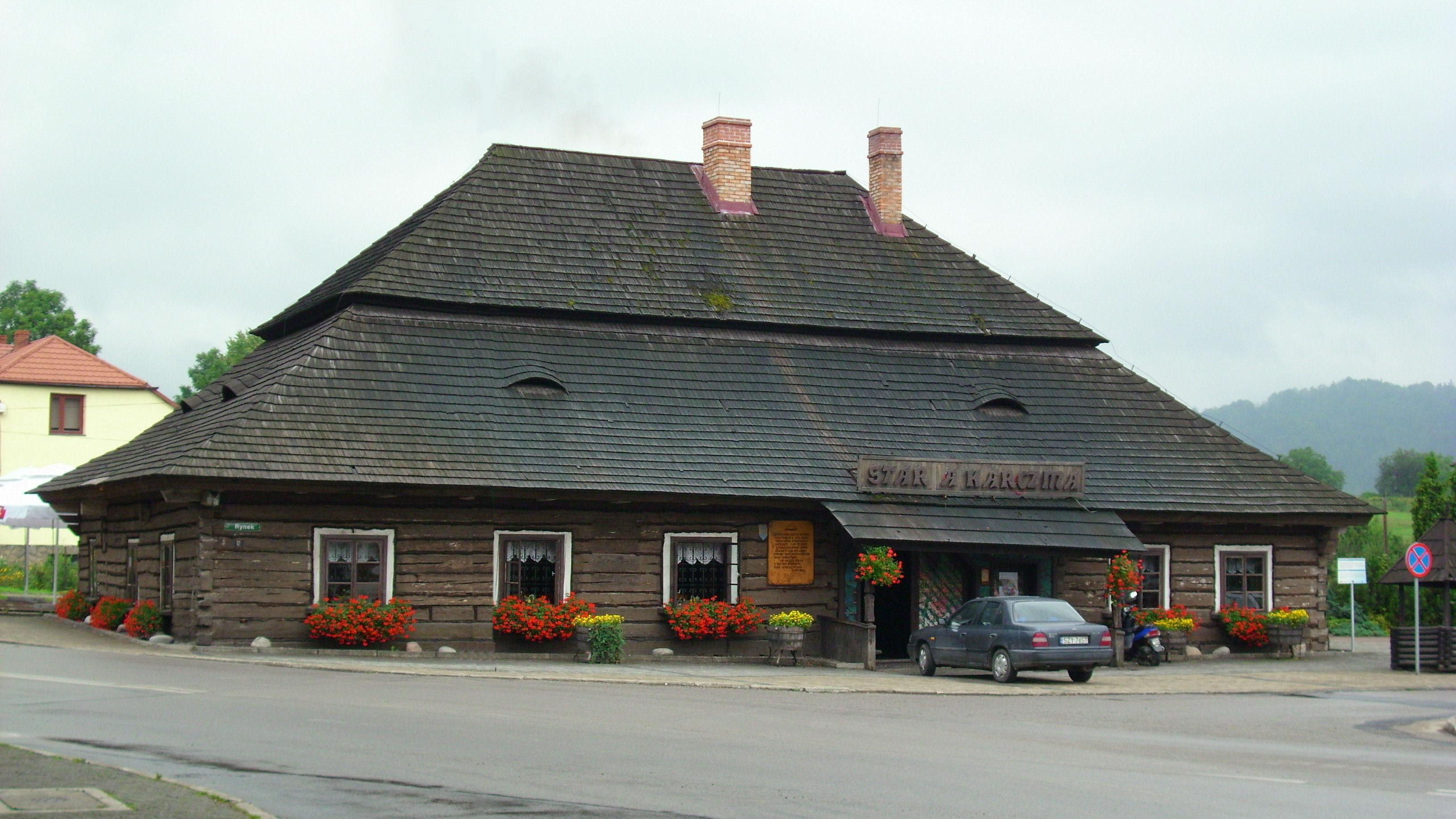
Zájezdní hostinec v Jeleśni v roce 2009
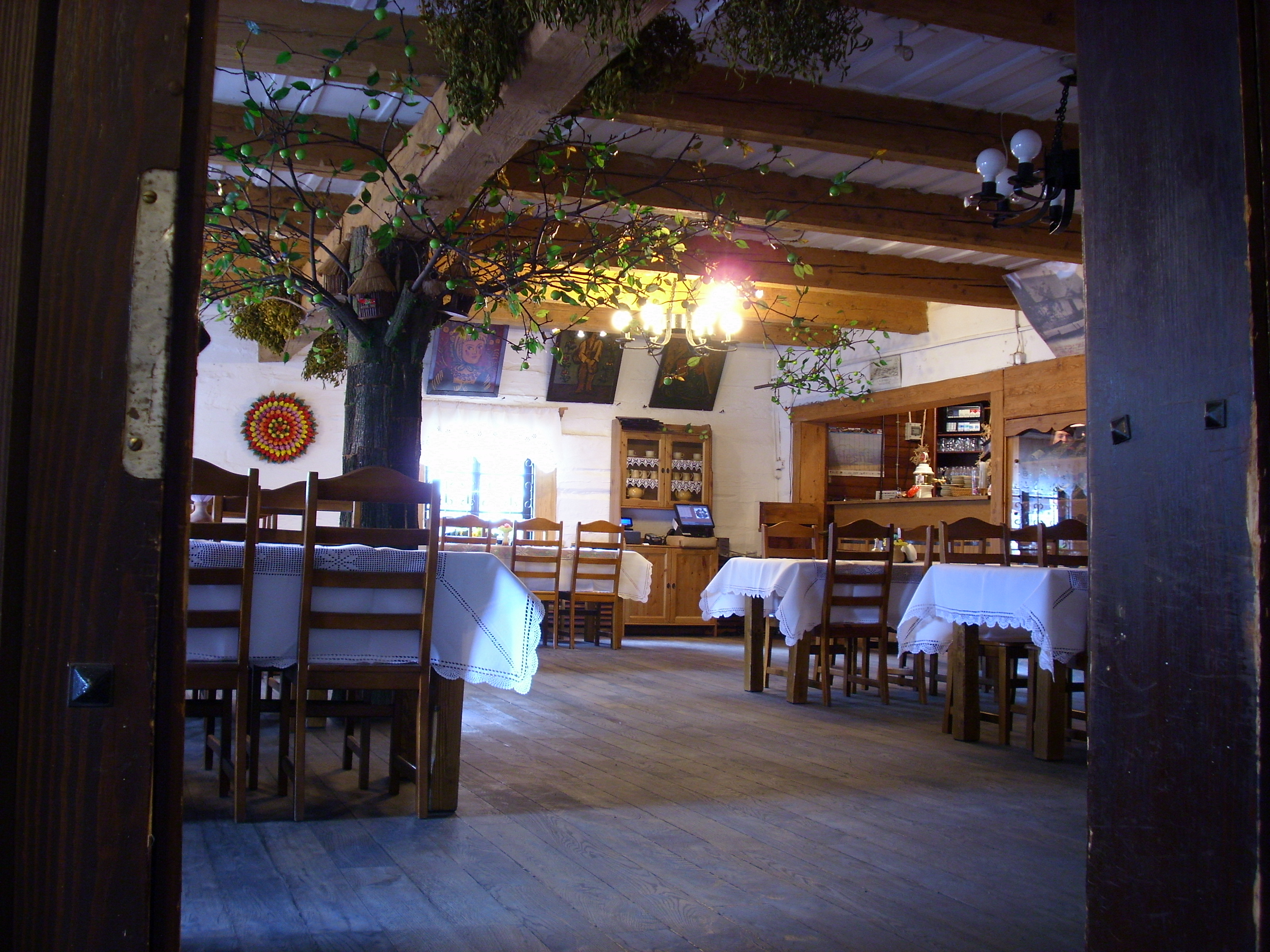
Vnitřek hostince
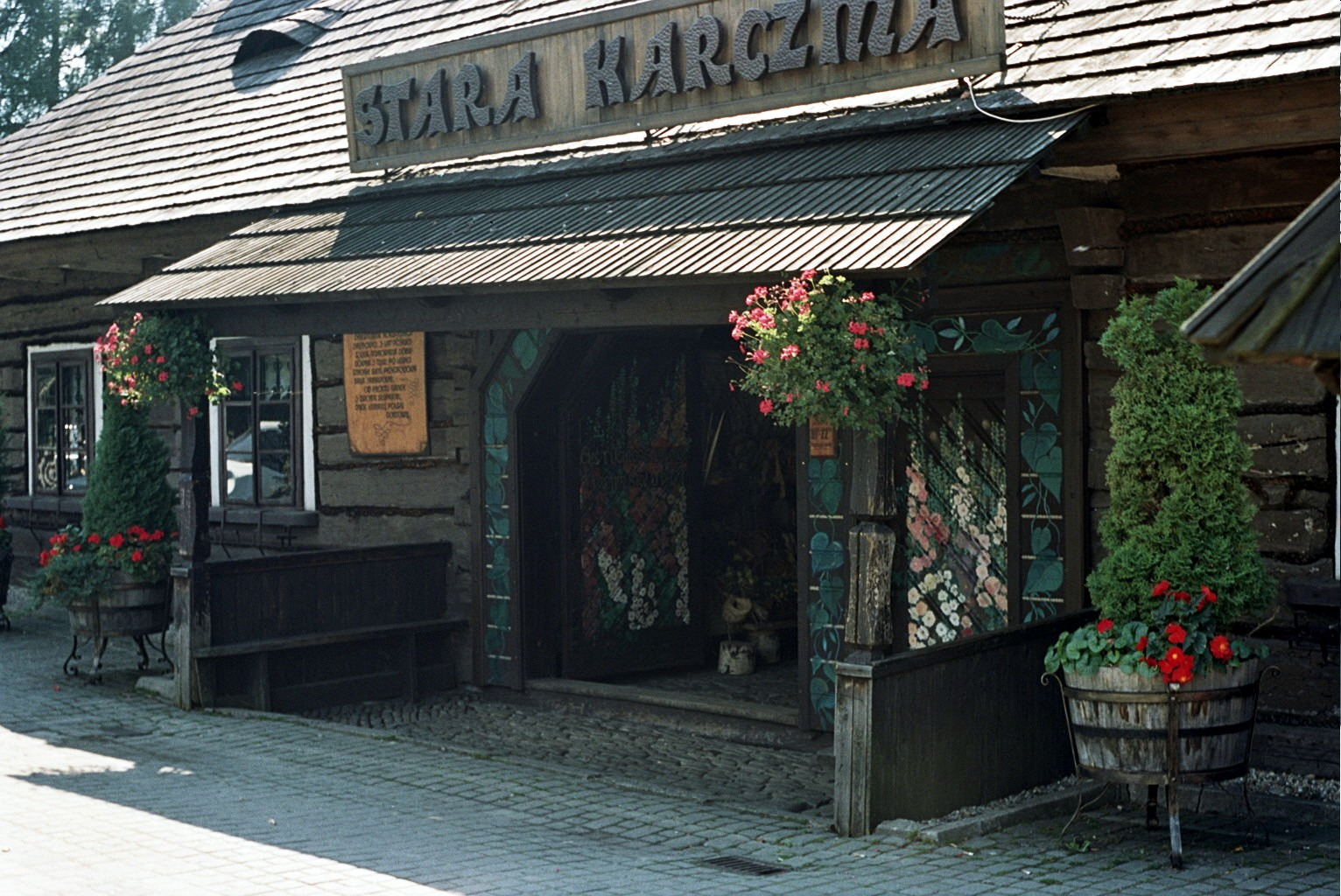
Vstup
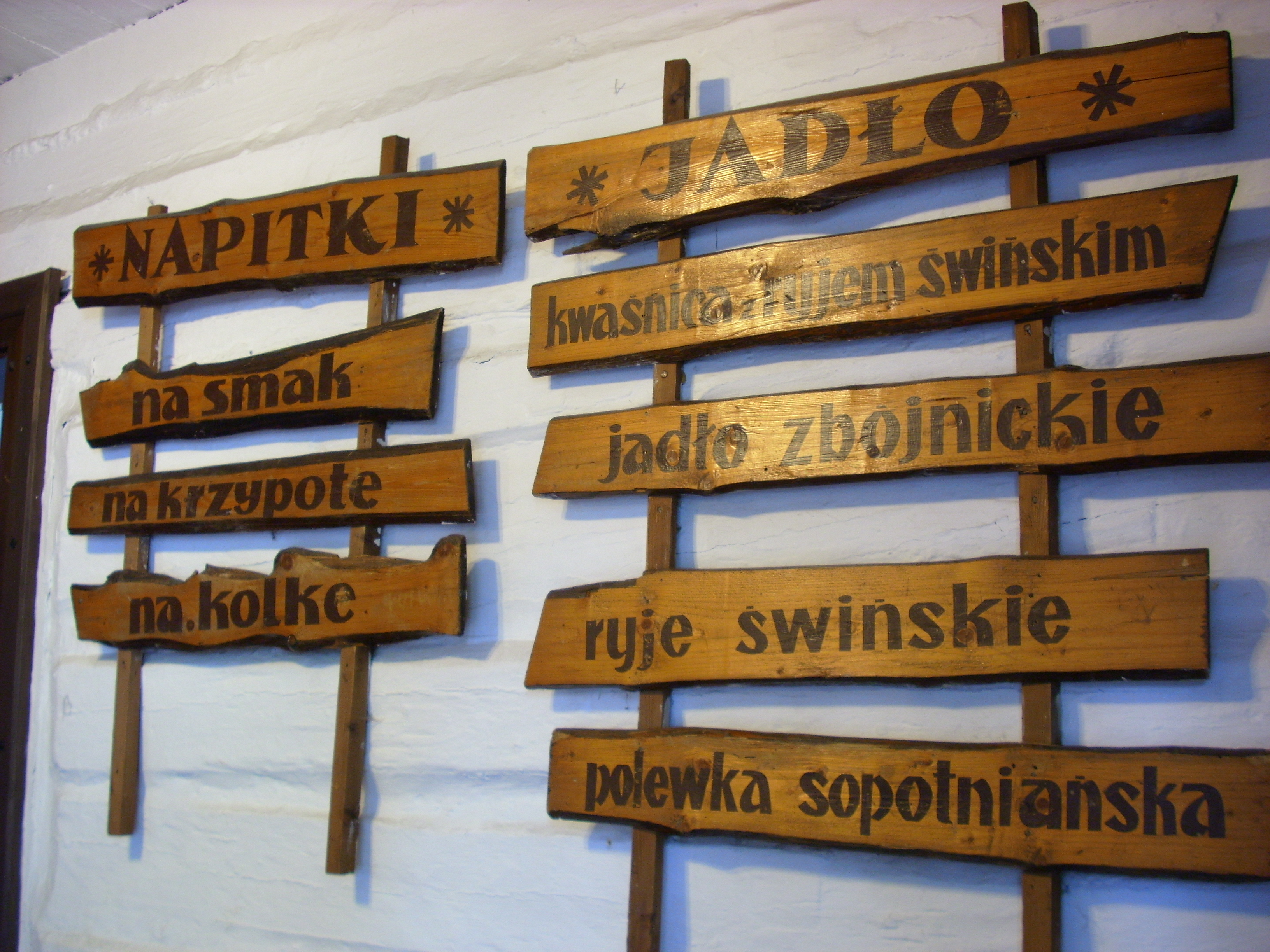
Jídelníček